# Année européenne de lutte contre la pauvreté et l'exclusion sociale
2010 a été proclamé Année européenne de lutte contre la pauvreté et l'exclusion sociale.

## Année européenne de lutte contre la pauvreté et l'exclusion sociale -2010
La pauvreté touche aujourd'hui 79 millions d'européens, soit 16 % de la population de l'Union européenne.
Cette situation est incompatible avec les valeurs européennes de justice sociale et de solidarité.
Le Parlement européen et le Conseil ont proclamé  2010  « année européenne de lutte contre la pauvreté et l'exclusion sociale » afin de sensibiliser les décideurs politiques et l'ensemble des citoyens à ce problème.
Cette année vise à assurer la reconnaissance :
« 
- du droit de tous à vivre dans la dignité et à prendre part à la société ;
- du partage des responsabilités entre les acteurs publics et privés en matière de lutte contre la pauvreté et l'exclusion sociale ;
- des avantages pour tous d'éradiquer la pauvreté afin d'assurer une plus grande cohésion sociale ;
- de la nécessité d'un engagement à tous les échelons de la société pour y parvenir. »[2]

## Objectifs
- Reconnaissance : reconnaître le droit fondamental des personnes en situation de pauvreté et d’exclusion sociale à vivre dans la dignité et à prendre une part active dans la société

- Responsabilité partagée et participation : accroître l’adhésion du public aux politiques d’inclusion sociale, en soulignant la responsabilité collective et individuelle dans la lutte contre la pauvreté et l'exclusion sociale, en favorisant

l'engagement de tous les acteurs publics et privés
- Cohésion : promouvoir une plus grande cohésion dans la société et faire en sorte que nul ne doute des avantages que comporte, pour tous, une société sans pauvreté

- Engagement et action concrète : renouveler l’engagement de l'UE et des États membres de lutter contre la pauvreté et l'exclusion sociale et y associer tous les niveaux de pouvoir

## Mise en œuvre
L'année européenne 2010 se veut largement décentralisée. Les pays participants sont appelés à formuler leurs priorités en ligne avec leurs Rapports nationaux pour la protection sociale et l'inclusion sociale, à élaborer et à mettre en œuvre un programme national pour l'année, en collaboration avec les parties prenantes: autorités locales ou régionales, société civile, partenaires sociaux, etc.

## Budget
Le budget prévu est de 26 millions d'euros, dont 17 millions proviennent du budget de l'Union européenne.

## Compléments